# Лыбедский бульвар
Лы́бедский бульва́р — пешеходный городской бульвар в Советском районе города Рязани, проходящий по центру старого города. Бульвар начинается у Центрального парка неподалёку от стадиона ЦСК и заканчивается у восточной части Рязанского кремля. Воспользовавшись пешеходной сетью бульвара можно пройти к основным туристическим достопримечательностям центра Рязани.
В средние века на территории современной нижней части бульвара протекала река Лыбедь, на отвесных берегах которой стояли стены и башни укреплённого городского Острога. Они были снесены в 1780-е годы, во время реализации екатерининского генерального плана города. После этого, вокруг русла Лыбеди сформировали новую симметричную сетку улиц и кварталов. В речной долине было построено множество запруд, плотин, водяных мельниц, бань и прачечных. Благоустройство речного русла было запланировано ещё до революции, при разработке второго генерального плана города, однако последующие события помешали реализации планов. Рязанский горисполком смог приступить к строительным работам только в 1930-е годы, и фактически, они продолжаются по сей день.
В 1971 году при строительстве здания цирка воды Лыбеди были пущены по подземному коллектору. Подземный участок течения начинается от улицы Чапаева и заканчивается у Кремлёвского вала, где река снова вытекает на поверхность.
Сегодня Лыбедский бульвар является нитью, которая связывает пешеходными маршрутами многие достопримечательности старого города. В настоящее время, нижняя и верхняя части бульвара находится на реконструкции и недоступны для посетителей. Туристы и горожане могут воспользоваться средней частью от улицы Маяковского до рязанского цирка.

## История

### Средние века
Река Лыбедь является одной их трёх рек, на которой был основан древний Переяславль-Рязанский. В средние века Лыбедь была полноводна и судоходна, а её воды — богаты рыбой.
К XIV веку рядом с кремлёвской крепостью появляются дополнительные укрепления городского Острога. Крепостные башни устраивают прямо на высоком берегу Лыбеди и река становится одним из городских укреплений. На отвесных берегах устраивают «надолбы» — вбитые в землю острые деревянные колья, затрудняющие неприятелю штурм стен. Укрепления Острога в русле Лыбеди простирались от кремлёвских стен, и шли до современной улицы Некрасова, где прясла острожных стен поворачивали на север. Всего, на берегу Лыбеди располагалось 6 острожных башен и двое ворот. В городском ландшафте сегодня можно увидеть высокий подъём берега в этих местах. На отвесном юго-восточном углу Острога, выходящего к реке, находился двор стольника Прокопия Ляпунова — лидера первого рязанского ополчения.
По мере роста города вокруг Острога начинают образовываться неукреплённые поселения — слободы. Ямская слобода располагалась на месте современной Николо-Дворянской церкви. Здесь проходил глубокий овраг Ямской лоск, остатки которого можно наблюдать на Садовой улице и в Нижнем городском саду до сих пор. В XVIII веке слободу перенесли на место современной улицы Циолковского. Скоморошинская улица отмечает место, где располагалась Скоморошья горка — место селения «разночинного люда» и городских артистов-скоморохов.
К XVI веку уже всё русло Лыбеди от кремля до современного стадиона ЦСК было занято городскими постройками. На реке стояли многочисленные мельницы, бани и прачечные, работали рыбные промыслы. В районе современной площади 26 Бакинских комиссаров находился крупный городской торг и солодовареные палаты. Через реку были перекинуто множество деревянных мостов.

### Первый генеральный план города
В 1780 году императрица Екатерина II передаёт Рязани первый генеральный план развития. Деревянные средневековые укрепления сносят, а хаотичную средневековую застройку сменяет симметричная сетка улиц, характерная для Нового времени. Течение Лыбеди естественным образом разделяет заново спланированный город на две части — северную Верхнюю (или Московскую) и южную Нижнюю (или Астраханскую). Через реку было запланировано к строительству три каменных моста. Два из них должны были появиться на Астраханской улице и один — на Липецкой (современной Маяковского) . В итоге в то время построен был только Астраханский мост. Мост на Липецкой построили к середине XIX века. Другой мост, который должен был вести к административной Ильинской площади из-за застройки створа улицы Новослободской жилыми кварталами оказался не востребован.
К началу XIX века антропогенный фактор воздействия на реку становится всё более очевидным. Речные воды страдали от неконтролируемых стоков и заболачивания берегов. В 1830 году ревизионная комиссия отметила неудовлетворительное состояние реки. Проект необходимых гидротехнических работ был разработан к 1838 году. Предполагалось облагородить пойму и устроить в русле искусственные бассейны, чтобы использовать Лыбедь как воднотранспортную артерию и повысить речной фарватер.
Первый из таких прудов был вырыт ещё в 1804 году напротив Екатеринской церкви купцом Е. С. Гордеевым. Второй — в 1820 году на участке между Астраханским мостом и Николодворянской церковью купцом В. И. Мальшиным. Воды реки приводили в действие расположенные здесь мельницы. Третий пруд находился в районе Полевой улицы — его построил купец Малленский. Четвёртый был выстроен на территории усадьбы Г. В. Рюмина (современный Центральный парк культуры и отдыха).
Гидротехнические работы принесли свои плоды. В реке снова появилась рыба, которую местные жители ловили чаще всего с помощью верш (рыболовная снасть в виде узкой круглой корзины с воронкообразным отверстием, сплетённая из ивовых прутьев). Попадались огольцы, пескари, плотва, красный и белый карась, иногда даже вьюны, которые водятся только в чистой воде без малейших химических примесей.
Во второй половине XIX века на Лыбеди находилось 5 бань. Названия они получали от фамилий владельцев. Михайлова баня стояла на месте современного ресторана «Былина» близ цирка, Симонова — в районе моста на улице Горького, Сергеева — на Нижненикольской улице, Крымова и Фёдорова — на Екатерининской улице (нынешняя территория Центрального рынка).
Низшим классом рязанских бань считались Симоновские и Фёдоровские. У Симоновских на Екатерининском пруду стояли плоты для полоскания белья: можно было постирать и помыться в одном месте. Выше ценились Крымовские бани, расположенные в самом центре, у Мясницкого моста (современного Бресюирского). Лучшими считались бани Михайлова, впоследствии перекупленные другим хозяином, и называемые также Сторожевскими. Артезианскую воду для них качали лошади, которые ходили по кругу во дворе, вращая привод насоса. Бани были каменными, с мозаичной отделкой коридоров, и посещать их не гнушались даже рязанские губернаторы.
1893 году через русло реки прошла линия железной дороги на Урал. Там, где сейчас располагается путепровод на улице Есенина был образован разъезд «Лыбедь». Рядом с ним проходило Загородное шоссе (современное Голенчинское), по которому можно было добраться в Пронск и Скопин.
В середине XIX века взамен деревянного был построен Большой Астраханский мост. К началу XX века на территории будущего бульвара находилось уже 9 мостов.

### Второй генеральный план города
Во второй половине 1910-х годов городская Управа приступила к разработке следующего генерального плана города. В этот момент впервые появляется концепция благоустройства русла реки Лыбедь в прогулочный бульвар. Он должен был протянуться от Рюминой рощи до Трубежа. Планом предусматривалось разместить в долине реки 7 напорных прудов разного размера. С обеих сторон Лыбеди предлагалось проложить мощенные проезды через весь город, продолжив их в Рюмину рощу. Однако, дальнейшие события в стране и мире отложили реализацию этих планов на несколько десятилетий.

### Благоустройство советского времени
Третий генеральный план, принятый в 1928 году продолжил идеи своего предшественника. В нём снова предусматривалось единой пешеходные пространство в русле Лыбеди. Зелёные набережные планировалось проложить по обеим берегам реки, а ветхую застройку, расположенную на берегах — снести.
В 1931 году горисполком приступает к первой очереди реализации пешеходного бульвара в долине Лыбеди. Работы начинаются на территории между Липецкой улицей (современной Маяковского) и улицей Максима Горького. Здесь, на месте спущенного и заболоченного к тому времени Екатерининского пруда развернулось строительство открытого стадиона спортивного общества «Динамо».
Следующий этап благоустройства начался уже после Великой Отечественной войны. Пришедший в 1949 году на должность председателя областного комитета КПСС Алексей Ларионов развернул в Рязани масштабные работы по реконструкции и строительству города. Одной из строительных площадок стал Лыбедский бульвар. На этот раз была благоустроена вторая очередь бульвара — между улицами Горького и Ленина. В рамках работы были снесены два ветхих дома на расположенной рядом с бульваром Почтовой улице. Со сносом этих зданий была сформирована одноимённая площадь. Методом общегородской хозяйственной стройки рядом с площадью были выпрямлены речные берега, а на береговой террасе появился благоустроенный сквер с классическим фонтаном, скульптурами и местами для отдыха.
В это же время ремонтируется Астраханский мост — на его тротуарах появляются литые чугунные ограды с ажурными фонарями. По другую сторону улицы Ленина возводят небольшой пруд с прогулочными берегами в речной долине.
В 1959 году Рязань готовилась принимать первого секретаря ЦК КПСС — Никиту Хрущёва. Выступление первого секретаря перед горожанами должно было состояться на территории стадиона на Лыбедском бульваре, поэтому перед визитом проходит его очередная реконструкция. Стадион «Динамо» был переименован в «Спартак», на нём появляются постоянные трибуны и входная группа, выполненная в стиле классической архитектуры. Вторая входная группа с лестницей, спускающейся на бульвар была построена в створе Право-Лыбедской улицы. На другой стороне благоустроили территорию Центрального рынка, у которого также появляется по два входа — со стороны улицы Липецкой и Горького. На Липецкой улице было возведено здание спортивной школы. Выступление Хрущёва перед горожанами состоялось на трибунах обновлённого стадиона весной 1959 года.
Сразу после визита Хрущёва горисполком перестраивает участок к востоку от Астраханского моста. Здесь возводится обширное здание для размещения ресторана высшего класса «Рязань», который был открыт в 1959 году. Прямо перед входом был установлен фонтан «Лоси» с декоративным диким камнем в основании. Долина реки перед рестораном реорганизовывается — русло спрямляют и отводят к фасаду здания ресторана. На освободившимся месте был разбит живописный парк с обширными цветочными партерами, ажурными фонарями и пешеходными мостиками, перекинутыми через Лыбедь. Все постройки, выполняющиеся в городе то время были спроектированы в классическом стиле, хотя к тому времени уже был выпущен приказ «об устранении излишеств в архитектуре». Подобные вольности были возможны потому, что Рязанская область была передовым регионом СССР для внедрения политики Хрущёва, а первый секретарь рязанского обкома — Алексей Ларионов был его любимчиком, поэтому на фактический саботаж приказа закрывали глаза.
В 1962 году на Почтовой площади было завершено строительство здания Рязанского главпочтамта — террасный сквер, располагавшийся здесь ранее был реорганизован. Вместо классического фонтана здесь появляется каменный модернистский, с единой высокой струёй.
В 1965 году был подготовлен уже пятый по счёту генеральный план города. По моде того времени, план предполагал заключение русла Лыбеди в подземный тоннель. На высвободившихся территориях планировалось создать единую прогулочную зону от Центрального парка до Кремля.
На перекрёстке улицы Кудрявцева и Мюнстерской предполагалось возведение кругового движения для выезда их центра к многоуровневой развязке на Татарской улице. Рядом с Главпочтамтом планировалось возвести Дворец молодёжи на вантах, а сразу за цирком — многоуровневую транспортную развязку с выходами к улицам Соборной и Свободы. В районе оврага Ямской Лоск должен был начинается пешеходный бульвар на Садовой улице, по которому можно было бы добраться пешком до улицы Есенина. В долине Лыбедского бульвара предполагалось соорудить 7 автомобильных мостов со сквозными пешеходными проходами под ними, и подземный тоннель под хордой Спортивной улицы и железнодорожной линии.
В результате, проект удалось выполнить только частично. Лыбедь заключили в тоннель в 1971 году, когда в её долине началось строительство Рязанского цирка. Тогда-же местность в этой части бульвара была реорганизована — появились широкие партеры цветов и новый модернистский фонтан у парадного входа в цирк. Верхнюю часть бульвара так и не успели соединить с Центральным парком, а Астраханский мост не получил реконструкции — из-за чего сквозной проход по бульвару был разорван и пространство было фактически разделено на две части.
Следующий этап благоустройства был приурочен к празднованию 900-летия города в 1995 году. В рамках подготовки к празднику в начале 1990-х годов была реконструирована часть от Астраханского моста до улицы Маяковского. Здесь были проложены новые пешеходные дорожки, произведено ландшафтное проектирование местности, высадка деревьев и кустарников. На площади рядом с будущим Брессюирским мостом появился мощный фонтан «Шар» — подарок городу от промышленных предприятий. В 1991 и 1993 годах обновленный Лыбедский бульвар принял участников Международного симпозиума «Скульптура в камне». Известные мастера из разных стран СНГ работали под открытым небом и преподнесли свои творения в подарок городу. Сегодня они установлены на аллеях бульвара.

### Лыбедский бульвар в XXI веке
На рубеже XX и XXI веков территория бульвара выпала из городской жизни почти на два десятилетия. С середины 1990-х годов и до 2015 года на участке между улицами Горького и Ленина функционировал «блошиный рынок», который затем был перенесён к стадиону «Спартак», а после вовсе убран. с началом комплексной реконструкции Лыбедского бульвара В 2018 году реконструкция бульвара была завершена.. В ресторане «Рязань» в 1990-е годы проходили сходки слоновской группировки. В 2004 году на Зубковой улице был открыт новый Ледовый дворец, поэтому старое здание на Лыбедском бульваре было закрыто — здесь разместилась автомастерская. Верхняя часть бульвара, который так и не подвергся реконструкции в советское время оставалась заросшей. В 2007 году в рамках празднований 75-летия Рязанкой области была реконструирована Почтовая площадь — здесь появился памятник Евпатию Коловрату.
К планам по благоустройству бульвара вернулись в середине 2010-х годов. В первую очередь было капитально отремонтировано здание цирка. В 2019 году началось благоустройство участка от Астраханского моста до цирка, в рамках которого были отремонтированы фонтаны, а на бульваре появилась парковая скульптура. В 2021 году был отремонтирован Астраханский мост, который получил две сквозные пешеходные арки, в результате чего пространство верхнего и нижнего Лыбедского бульвара наконец, было объединено. Мост на улице Максима Горького получил название в честь французского города-побратима Рязани — Брессюира.
В 2022 году началась реконструкция второй очереди от Астраханского до Брессюирского моста. Здесь была убрана несанкционированная парковка и ликвидированы заезды на территорию. Были открыты пешеходные проходы на бульвар с Мюнстерской улицы, реконструировано здание кафе «Снежинка» на террасе близ Политехнического института. Появился комплекс гостиницы «Старый город» с каскадным фонтаном. Через год началась реконструкция третьей очереди, от Брессюирского до Липецкого моста. Здесь расположилась спортивная зона бульвара с памп-треком, уличными тренажёрами и экстрим парком.
4 августа 2024 года вице-губернатор Артём Бранов заявил о подготовке к реконструкции 4-й очереди бульвара — от цирка до Кремлёвского вала. 10 августа мэр Рязани Виталий Артёмов объявил о начале проектирования долгожданного пешеходного тоннеля под Спортивной улицей и Уральской веткой железной дороги, который наконец завершит планы по благоустройству бульвара, задуманные ещё в начале XX века. В 2025 году на месте бывшего ледового стадиона мэрия запланировала строительство средней школы.
В дальнейших планах предполагается включить бульвар в зелёное кольцо города, продолжив тем самым реализацию советских планов середины XX века. Бульвар планируется соединить с Нижним городским садов и Садовым бульваром через овраг Ямской Лоск, с Соборным парком через улицы Новослободскую и Некрасова, с Кремлём через долину Лыбеди и Приокским лесопарком — через набережную Трубежа.

## Архитектура

### Планировка
Бульвар разделяет территорию старого города на две почти равные части. Исторически, это были два городских района — северный Верхний и южный Нижний (позднее Московский и Астраханский). Лыбедь, убранная в подземный коллектор протекает прямо под бульваром. Подземный участок реки начинается от Липецкого моста до улицы Кремлёвский вал, где река снова выходит на поверхность и течёт по исторической территории Рязанского кремля. Спустившись на бульвар с городских улиц можно удобно передвигаться пешком или на велосипеде между основными достопримечательностями старой части города.
В плане бульвар представляет собой 7 участков, разделённых мостами. 8 и 9 участки проходят уже по территории Кремля, где Лыбедь впадает в Трубеж. Также условно бульвар часто делят на верхнюю, среднюю и нижнюю часть. Его территорию пересекает восемь перпендикулярный улиц: Спортивная, Полевая, Чапаева, Яхонтова, Маяковского, Горького, Ленина, Кремлёвский вал. Также параллельно бульвару проходят улицы Свободы, Полевой и Спортивный переулки, улицы Право-Лыбедская, Спартаковская, Кудрявцева, Мюнстерская, Почтовая, Новослободская, Николодворянская, Право-Лыбедская, Скоморошинская, и улица Рабочих. Рядом с бульваром располагаются площади Почтовая, Губернская и 26 Бакинских комиссаров.

### Достопримечательности
Верхняя часть
Верхняя часть Лыбедского бульвара условно простирается от улицы Спортивной до Липецкого моста на улице Маяковского. Рядом с началом бульвара расположен Центральный городской парк, ядром которого является старинная роща бывшей загородной усадьбы Г. В. Рюмина. В честь усадьбы назван напорный пруд на Лыбеди, расположенный у подножья Центрального спортивного комплекса. Последний был построен как запасной стадион для проведения летних Олимпийских игр 1980 года. Рядом с парком располагаются ансамбль зданий городской больницы имени Семашко, построенный в конце XIX века. По другую сторону пруда высажен парк, ядром которого является мемориальный комплекс Великой Отечественной войны.
Полевая улица — первая из пересекающих бульвар, в XIX веке служила городской границей, отсюда пошло её название. Сразу за улицей начинались пастбища и посевные поля. На углу Полевой и Спортивного переулка в здании бывшего ремёсленного училища расположен Автотранспортный техникум имени Сергея Живаго. Ранее на его месте был вырыт один из городских прудов.
В настоящее время Верхняя часть находится на реконструкции. Здесь планируется строительство тоннеля через Спортивную улицу и Уральскую железную дорогу.
Средняя часть
Средняя часть берёт начало от Липецкого моста на улице Маяковского до Рязанского цирка. Сегодня это центральная, и наиболее благоустроенная часть бульвара. В пространстве от Липецкого до Брессюирского моста расположена спортивная зона бульвара. Здесь находятся стадион «Спартак», спортивная школа, экстрим парк, памп-трек и уличные тренажёры. Стадион находится на месте бывшего Екатерининского пруда, спущенного в 1930-е годы. Пруд назван в честь одноимённой церкви, которая располагается сразу за стадионом. Храм был построен в 1789 году, хотя первоначально он находился на территории городского Острога.
На улице Право-Лыбедской находятся остатки хоральной синагоги, построенной в 1903 году. Чуть дальше расположена улица Свободы, на которой можно найти Музей истории молодёжного движения, открытый в бывшем особняке рязанских губернаторов. После революции 1917 года особняк был национализирован и превращён в «Дом свободы» — место первых собраний рязанского городского Совета. В честь дома впоследствии была переименована улица, на которой он стоит.
Неподалёку от Брессюирского моста, севернее бульвара находится улица Мюнстерская, названная в честь немецкого города-побратима Рязани. Пройдя по ней можно добраться до главного туристического променада города — улицы Почтовой, одноимённой площади с памятником Евпатию Коловрату, площади Ленина и ансамблю Гостиного двора.
Южнее бульвара начинаются ансамбли исторической застройки улиц Право-Лыбедской, Горького, Радищева, Свободы, Ленина, Николодворянской, Полонского. На углу улиц Право-Лыбедской и Ленина расположено здание первой мужской гимназии, в котором сегодня располагается Политехнический институт. Здание приписывают авторству архитектора Матвея Казакова, здесь сдавал экзамены Константин Циолковский. Рядом, в доме рязанского вице-губернатора М. Е. Салтыкова-Щедрина открыт музей А. И. Солженицына. В створе улицы Николодворянской расположен одноимённый храм. Замыкает среднюю часть бульвара модернистское здание Рязанского цирка с фонтанными комплексами перед фасадом.
Нижняя часть
Проходит от здания цирка до территории Рязанского Кремля. Здесь хорошо виден высокий обрывистый левый берег Лыбеди, занятый сейчас жилой застройкой улицы Новослободской. В средние века на этом обрыве располагались стены и башни укреплённого городского Острога. Они начинались от Кремлёвского вала и шли до современной улицы Некрасова, где прясла стен поворачивали на север. На обрывистом мысу, выходящим на Кремлёвский вал располагался двор сотника Прокопия Ляпунова — лидера первого рязанского ополчения.
К северу от этой части бульвара можно добраться до Соборного парка и комплекса здания Присутственных мест. Рядом располагается улица Некрасова, на которой стоит промышленный памятник архитектуры — ансамбль первой городской электростанции, выполненный в неоготическом стиле. Сегодня в нём располагается Дворец молодёжи.
Южнее проходит улица Скоморошинская, которая отмечает место, где в средние века находилась Скоморошья горка — место жительства «разночинного люда» и городских артистов. Неподалёку находится ансамбль Рязанского государственного университета и «обкомовский» жилой дом, в котором во второй половине XX века проживали секретари рязанского обкома КПСС. Отсюда с бульвара через Ямской Лоск можно выйти в Нижний городской парк и Садовую улицу, известную ансамблем деревянной застройки.
В самой нижней части бульвара располагается площадь 26 Бакинских комиссаров. В средние века на её места находился обширный городской торг — отсюда начиналась дорога в столицу княжества. На выходе из бульвара начинается заповедная территория Рязанского Кремля.

### Мосты
Рязанский мост
Связывает территорию Рязанского кремля с улицей Речников. Когда то этот мост был деревянным и шёл от Рязанской проездной башни с воротами к городскому Торгу, который располагался в районе современной улицы Грибоедова и Затинной. Отсюда начиналась Большая Рязанская дорога в столицу княжества. Мост, как и башня были снесены в 1780-е годы, когда Екатерина II утвердила первый генеральный план Рязани. Современный пешеходный мост был устроен здесь с XIX века, в 1970-х годах он был реконструирован и заменён на железобетонный.
Старобазарный мост
После сноса деревянных стен Кремля, губернский центр города сместился на Ильинскую (современную Соборную) площадь. Для того, чтобы выехать оттуда на Рязанскую дорогу была построена Нижне-Ильинская улица (современная улица Кремлёвский вал), на которой через Лыбедь был построен мост. Своё название он получил по Старобазарной площади, располагавшейся на месте современной площади 26 Бакинских комиссаров. Здесь до XIX века располагался городской торг, который затем переместился в Гостиный двор на перекрёстке улиц Ленина и Соборной. Сегодня из арки моста вытекает на поверхность спрятанная в трубы река Лыбедь.
Астраханский мост
Мост, располагающийся на Астраханской улице, после Революции получившей имя В. И. Ленина, который в XVIII—XIX веках связывал северную и южную часть города. Первоначально, в 1783 году был возведён деревянный мост на дубовых балках с бревенчатым настилом и тесовой обшивкой по сторонам. Но уже к 1785 году построили каменный мост, автором которого стал архитектор И. Г. Сулакидзев. Мост имел большую протяжённость, 9 арок, проезжую часть отделял от тротуаров каменный парапет со столбами-опорами для фонарей. Дальнейшая перестройка моста произошла в 1849—1850 годах по проекту губернского архитектора Н. И. Воронихина по указу городского головы В. Е. Антонова. Затем, вплоть до 1950-х годов мост постоянно подвергался мелкому ремонту.
В 1952 году во время очередной реконструкции бульвара Астраханский мост получил чугунную ограду с ажурными фонарями и красными звёздами, которая была выполнена на старинном Истьинском машиностроительном заводе. В 1971 году в результате строительство цирка русло Лыбеди убрали в подземный коллектор. Арка моста, по которой текла река была засыпана, исключив возможность прохода по ней. В таком виде мост дошёл до 2021 года, когда была произведена его капитальная реконструкция. Пешеходы получили 2 арочных прохода, а нижняя и верхняя часть Лыбедского бульвара были впервые объединены в единое пешеходное пространство.
Брессюирский мост
До Революции улица, на которой располагался мост называлась Мясницкой. В те времена рядом с мостом, на берегу Лыбеди располагались мясные ряды. Поэтому в городской топонимике утвердилось название Мясницкого моста. В 1830 году первый мост был признан ветхим и к 1841 году была проведена его реконструкция. Уже в 1846 году деревянный мост был заменён каменным.
После Революции Мясницкая улица была переименована в улицу Максима Горького. В 1970 году Мостотрядом-22 каменный мост был заменён на двупролётный железобетонный, длиной в 22 метра. В 1985 году мост вновь реконструируется — теперь он имеет один широкий пролёт. В 2017 году мост получил название в честь французского города-побратима Рязани — Брессюира. В 2024 году в рамках 3-й очереди благоустройства Лыбедского бульвара пространства под мостом было благоустроено для пешеходов.
Липецкий мост
Липецкий мост был построен в створе одноимённой улицы и соединял её с Курганской, расположенной южнее Лыбеди. В середине XX века обе улицы были объединены в одну, которая получила имя Владимира Маяковского. Первый мост был построен после 1850-х годов. Современный железобетонный появился здесь в 1970 году. В 2024 году мост был реконструирован.
Малленский мост (Малин мост)
Соединял Среднесолдатскую и Дьяконовскую улицы, которые после Революции получили имена Чапаева и Яхонтова. В 1810 году городской провизор И.М. Маллен открыл здесь водочный завод и устроил у него запруду с мостом. В 1820 году предприятие перешло к купцу Егору Живаго, так как Маллен не смогу выплатить кредит. Однако мост в городе продолжил носить его имя. К середина XIX века мост был настолько востребован, что городская дума подготовила проект его реконструкции в каменный. Современный мост, имеющий в конструкции множество высоких опор возвели в 1990 году, в рамках подготовки к 900-летию города.
Полевой мост
Небольшой пешеходный мост, пересекающий долину Лыбеди неподалёку от здания Автотранспортного техникума на Полевой улице. Деревянный пешеходный мост был построен здесь в советское время. Затем, в 1970-х годах его заменили на металлический. 
Лыбедский тоннель
Тоннель был запланирован к строительству ещё в 1965 году, в рамках 5 генерального плана города. Он должен был объединить Лыбедский бульвар с Центральным парком культуры и отдыха в единое пешеходное пространство. Спортивная улица, идущая здесь являлась частью запланированной центральной хорды, идущей с юга на север города. Однако, в советское время проект так и не был завершён. 10 августа 2024 года мэр Рязани встретился с заместителем начальника МЖД для обсуждения реализации проекта. 

## Инфраструктура
Поскольку бульвар располагается в центре города, вокруг него проходит множество маршрутов общественного транспорта.

## Галерея

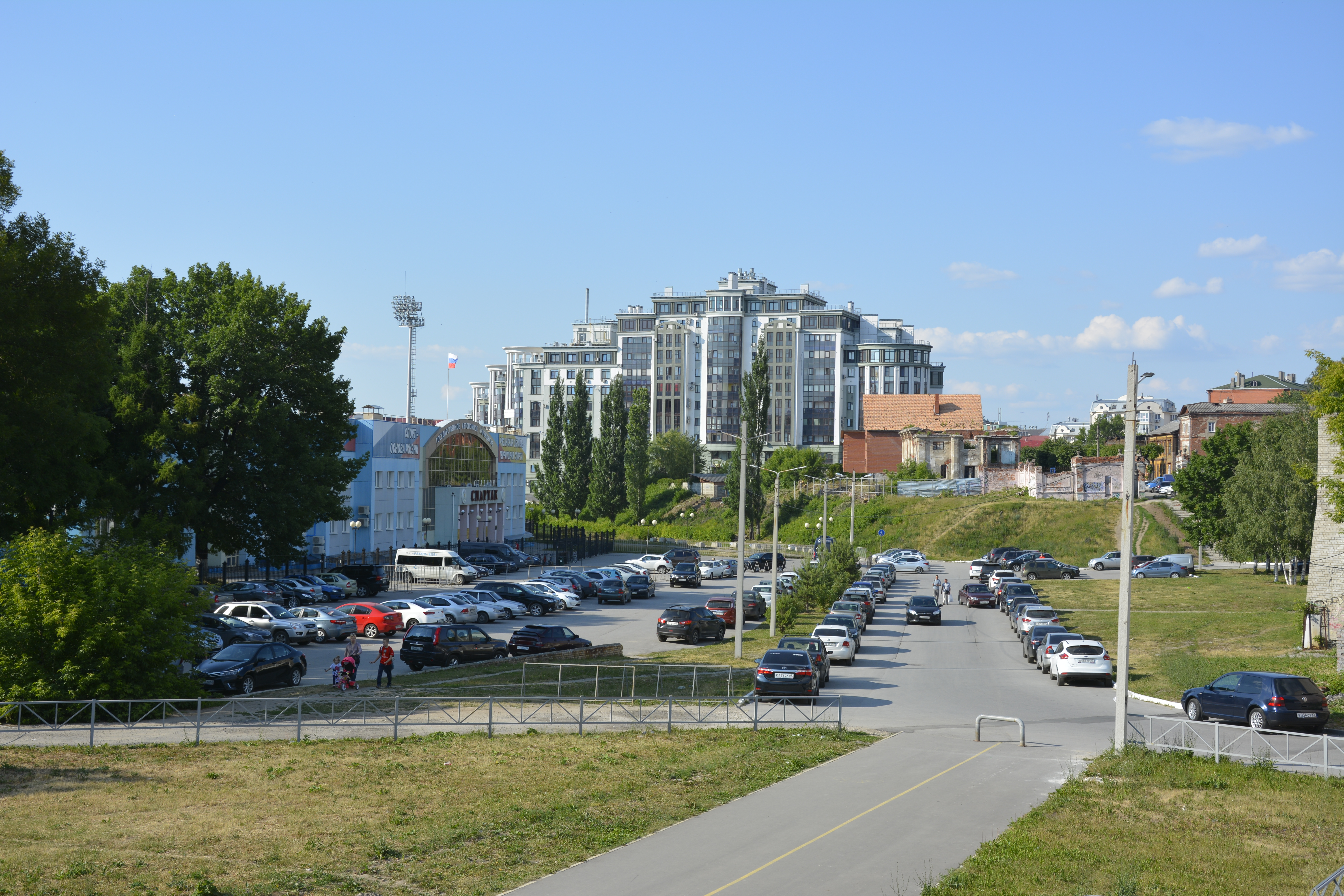
Вид на спортивный комплекс «Спартак»
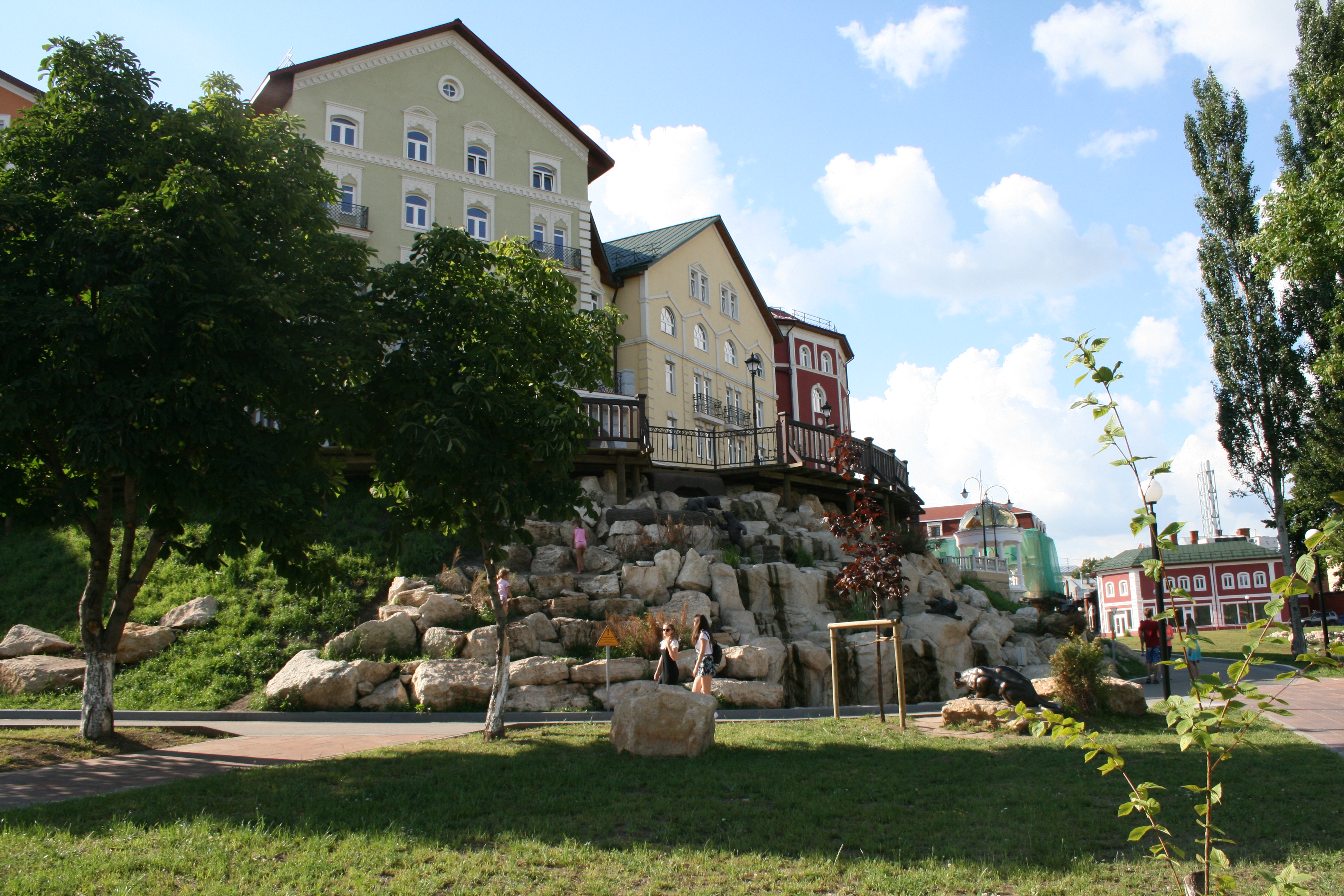
Декоративный водопад и гостиница
Памятник Евпатию Коловрату
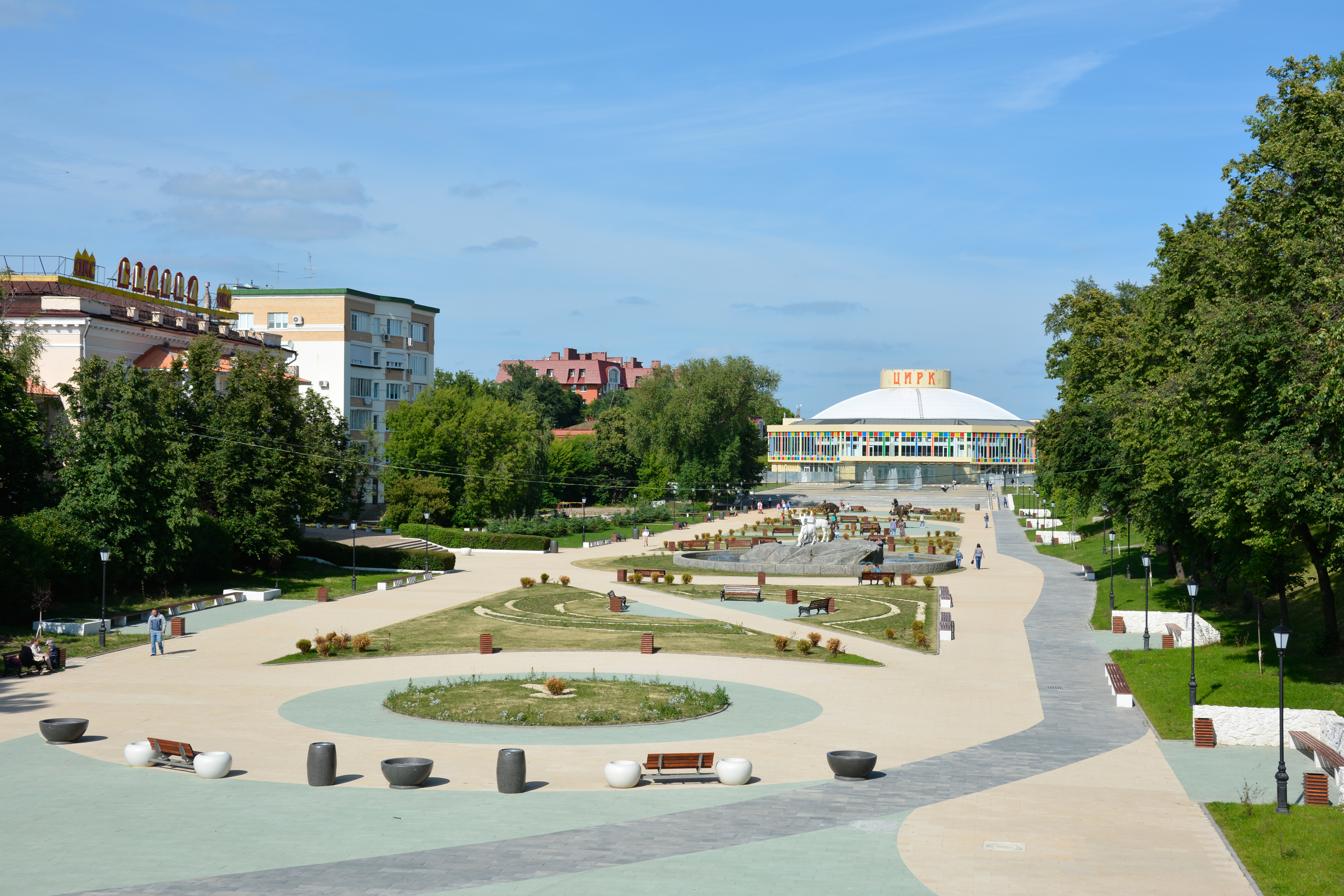
Вид на бульвар с моста на ул. Ленина. 2018 год
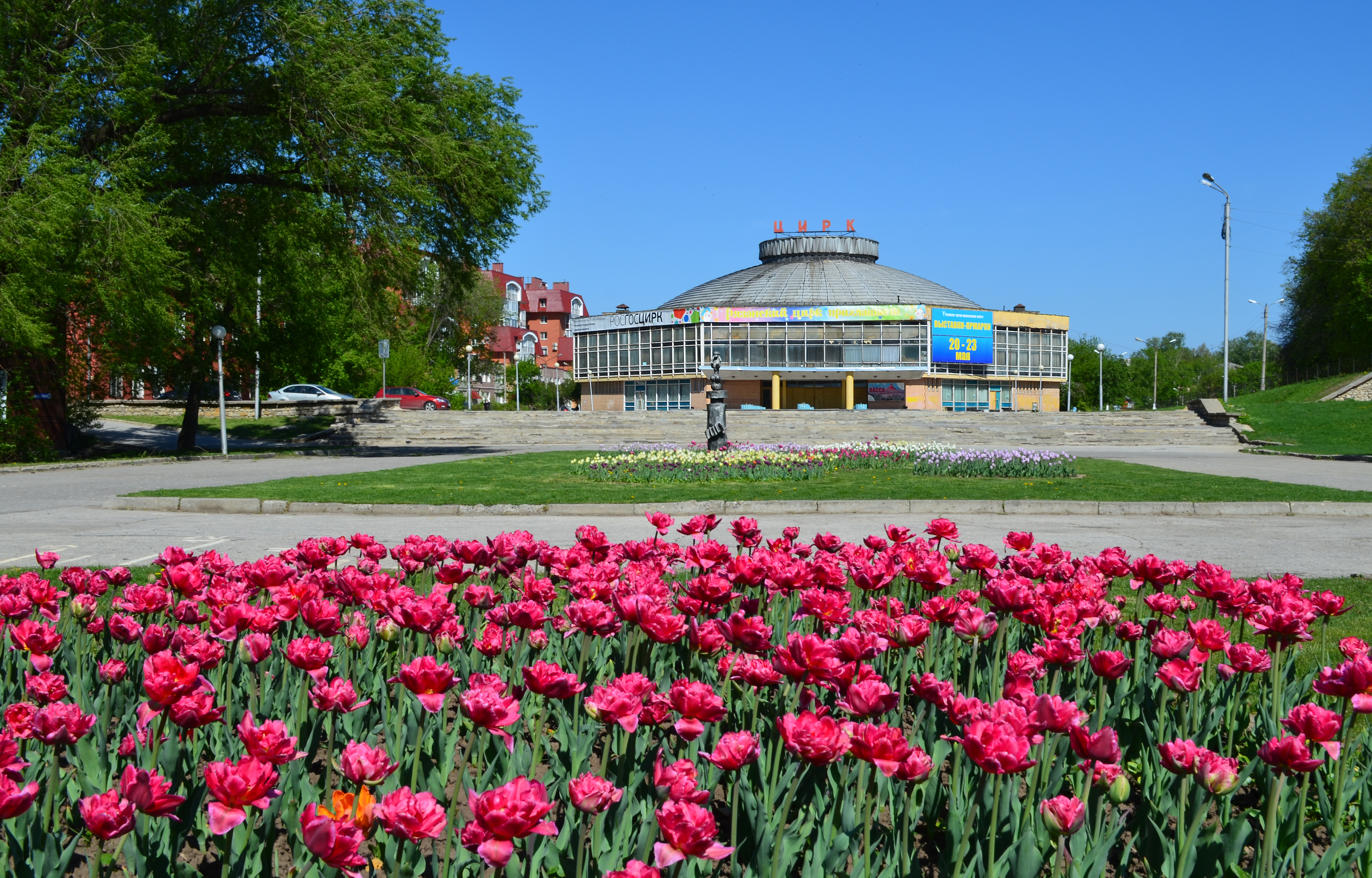
Рязанский цирк. 2014 год
Фонтан перед цирком
Памятник Олегу Попову